# Гребеноопашата мишевидка
Гребеноопашатата мишевидка (Dasycercus cristicauda) е вид бозайник от семейство Торбести мишки (Dasyuridae).

## Разпространение и местообитание
Разпространен е в Австралия.